# Wintershovenmolen
De Wintershovenmolen (ook Coenegrachtsmolen genoemd, naar de vroegere eigenaar-molenaar) is een vervallen watermolen in Wintershoven in de Belgische gemeente Kortessem. De molen staat op de Mombeek aan de noordoostkant van het dorp aan de Molenstraat.
De watermolen is een onderslagmolen en werd gebruikt om graan te malen. 

## Geschiedenis
In 1500 was er op die plaats al sprake van een molen. Er was een jaarsteen in een schoorsteen met vermelding van het jaar 1775. 
Het molengebouw was oorspronkelijk in vakwerk en werd in 1934 en 1941-1942 versteend. In die tijd werd ook het sluiswerk in beton gemaakt en de draagstoel vernieuwd.
In 1949 werd een nieuw molenrad aangebracht. Dat molenrad met metalen schoepen en houten spaken is nog steeds aanwezig.
In 1979 viel de molenactiviteit stil. De gebouwen zelf zijn sindsdien in verval. Circa 1993 brandde bovendien het binnenwerk uit. 
Er waren plannen om de site terug op te bouwen voor bewoning en verblijfstoerisme met reactivatie van het molenrad, maar daarover werd geen overstemming bereikt met de lokale overheid.

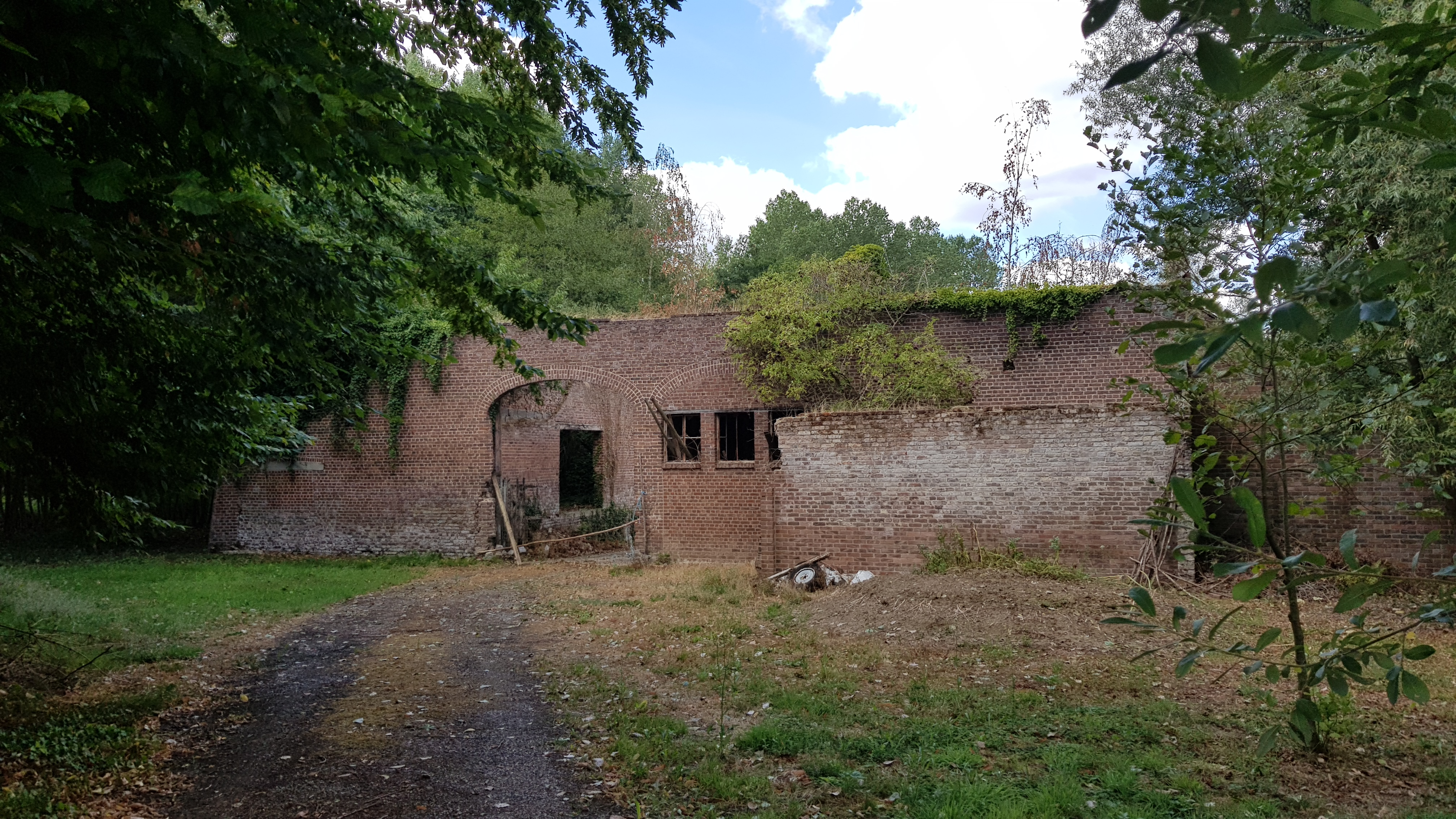
Voorzijde in 2018
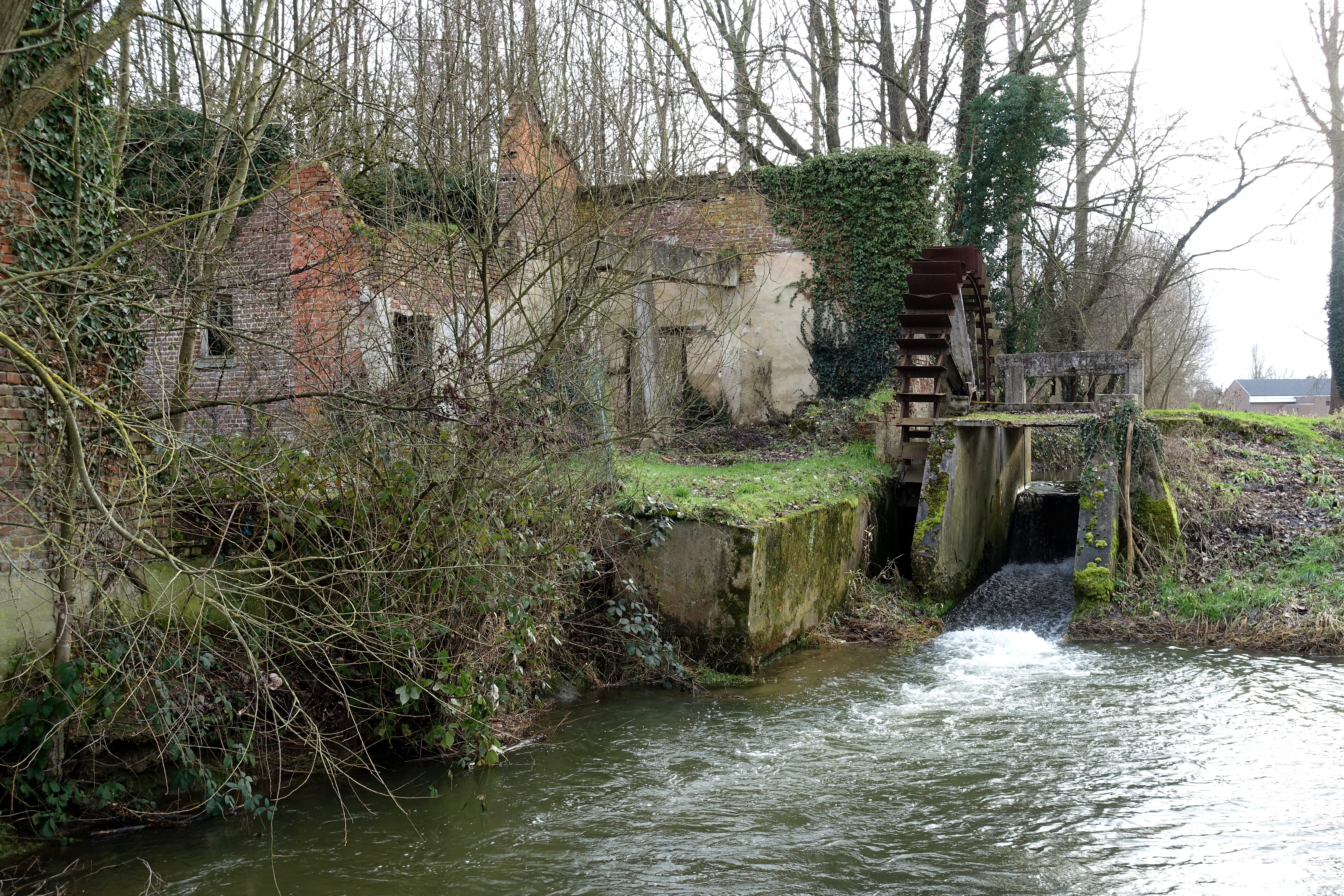
Het molenrad op de Mombeek
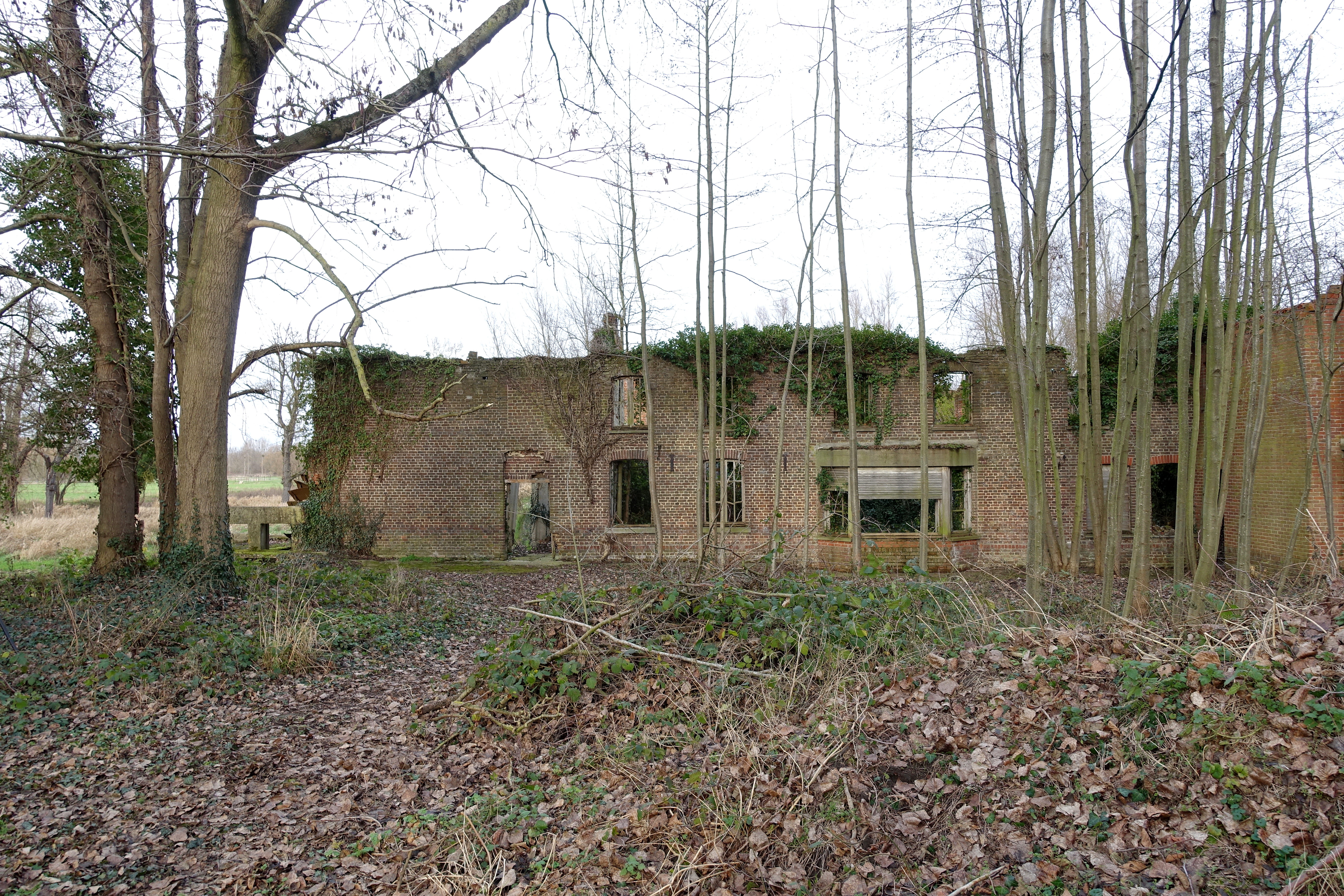
Achterzijde zuid

- Inventaris van het Bouwkundig Erfgoed (Vlaanderen): 32459